# Revda (Oblast' di Murmansk)
Revda è una cittadina della Russia europea settentrionale, situata nella oblast' di Murmansk; appartiene amministrativamente al rajon Lovozerskij.
Sorge nella parte centrale della oblast', a breve distanza dalle sponde dei laghi Lovozero e Umbozero.